# Mariamne
Mariamne (em grego clássico: Μαριάμνη; século I d.C.) é a irmã do apóstolo Filipe, uma pregadora cristã. É venerada como santa na Igreja Ortodoxa e na Igreja Católica.
Mariamne, assim como seu irmão, creu em Cristo. Após a crucificação e ressurreição, partiu para pregar o cristianismo junto com os apóstolos Filipe e Bartolomeu. Segundo a Mínologia de Basílio II: na cidade de Hierápolis, os três foram capturados por um anfitrião, depois foram amarrados e torturados: pendurados em uma árvore (provavelmente de cabeça para baixo). O apóstolo Filipe, antes de morrer, orou, e por isso a terra desabou, fazendo com que o anfitrião e sua esposa caíssem no buraco formado; ambos morreram. As pessoas presentes, com medo, libertaram e deixaram ir Bartolomeu e Mariamne. Bartolomeu partiu para pregar o evangelho na Índia. Mariamne pregou o evangelho na Licaônia, onde morreu em paz.
Nas igrejas gregas, Mariamne é chamada de "igual aos apostólos", enquanto nos livros da igreja russa é referida como "justa".